# Yuan Li
Yuan Li (袁力S, Yuán LìP; 19 settembre 1978) è una schermitrice cinese, vincitrice di una medaglia di bronzo ai campionati mondiali di scherma.